# Licence bancaire
La licence bancaire, également appelée agrément bancaire en France et dans l'Union européenne, est le document légal par lequel un État ou une autorité compétente autorise un établissement à effectuer des opérations de banque.

## Union européenne
Des règles existent afin d'autoriser l'activité des établissements de crédit et dans l'Union européenne. 
C'est en partie l'objet de la directive 2006/48/CE du Parlement européen et du Conseil du 14 juin 2006 concernant l’accès à l’activité d'établissement' de crédit et à son exercice, abrogée et remplacée par la Directive 2013/36/UE. Cette dernière énonce, à son article 8 §1 :
Les États membres exigent des établissements de crédit qu'ils obtiennent un agrément avant de démarrer leurs activités. Sans préjudice des articles 10 à 14, ils fixent les exigences de cet agrément et les notifient à l'ABE.
Cette directive indique qu'un agrément ou retrait d'agrément est accordée par les autorités nationales. Elle précise certaines conditions en termes de capital minimum, de fonds propres, de qualité des dirigeants et des actionnaires ou associés sont remplies.

## France
En France, la législation bancaire afférente est regroupée dans le Code monétaire et financier 

### Notion d'agrément
En France, la notion d'agrément est régie par l'article L. 511-9 :

« Les établissements de crédit sont agréés en qualité de banque, de banque mutualiste ou coopérative, de caisse de crédit municipal, de société financière ou d'institution financière spécialisée.
Sont seules habilitées d'une façon générale à recevoir du public des fonds à vue ou à moins de deux ans de terme : les banques, les banques mutualistes ou coopératives et les caisses de crédit municipal.
Les banques peuvent effectuer toutes les opérations de banque.
Les banques mutualistes ou coopératives et les caisses de crédit municipal peuvent effectuer toutes les opérations de banque dans le respect des limitations qui résultent des textes législatifs et réglementaires qui les régissent. »

Cet article a été instauré par l'ordonnance 2000-1223 publiée le 16 décembre 2000, et la loi 2003-591 publiée le 3 juillet 2003.

### Agrément par la Banque de France
En France, les sociétés désirant réaliser une activité bancaire, financière ou de services de paiement réglementée sont sujettes à agrément. L'agrément peut les reconnaître en qualité d'établissement de crédit (prestataire ou non de service d'investissement), d'entreprise d'investissement ou d’établissement de paiement.
L'agrément est soumis à certains critères en fonction du type d'agrément demandé .

### Sanctions
En cas de sanction, une société peut-être radiée (Article L613-33). Cette radiation est une interdiction faite à l'établissement de continuer à fournir des services bancaires sur le territoire de la République française. Les notions de retrait d'agrément et de mesure de liquidation sont envisagées au même article.
Un ensemble des sanctions relative au non-respect des demandes d'agrément, d'autorisation ou de dérogation est défini dans l'article L612-39,

## Allemagne
En Allemagne, la Loi sur les banques (Gesetz über das Kreditwesen ou KWG) détermine les types de transactions qui requièrent une licence bancaire et quelles sont les exigences pour l'obtention de celle-ci. 
La demande peut être faite soit par personne physique soit par personne morale. 

### Licence d'exploitation (Erlaubnis zum Betrieb)
La loi KWG (§32) introduit l'Autorité fédérale de surveillance financière ou Bundesanstalt für Finanzdienstleistungsaufsicht (BaFin) .

### Non-approbation (Nichtzulassung)
La loi KWG dans son § 33 traite des conditions (capital minimum…). La non-admission peut être justifiée par le manque de qualités du candidat, parmi lesquelles l'aptitude personnelle, l'adéquation de la formation et la bonne réputation (§ 33 loi sur les banques, la section 1, n ° 2 - 4). 
La compétence professionnelle est décrite plus en détail dans le § 33 de la Loi sur les banques, paragraphe 2. Les demandeurs doivent démontrer les connaissances théoriques et pratiques ainsi que l'expérience en gestion.
Les raisons de refus d'accord d'une licence bancaire sont limitées  (§ 33 Loi sur les banques, § 4), la BaFin doit informer le demandeur dans les six mois suivant la réception des documents d'application pour informer de sa décision (§ 33 KWG, section 5).
Si une demande d'un État en dehors de l'Union européenne, l'agrément peut être limité ou suspendu, à moins que ce soit une décision en vertu du § 151 de la directive bancaire (§ 33a KWG).
Si la demande émane d'un pays au sein de l'Espace économique européen, il a mené une consultation des autorités compétentes de cet État (§ 33 de la Loi sur les banques).

### Représentation et la poursuite dans le cas de décès
La continuation de l'activité en cas de cédés est réglementée par le § 34 de la KWG.

### Résiliation et révocation de l'autorisation
La section § 35 de la Loi sur les banques régit les conditions dans lesquelles une licence bancaire peut être annulé ou expire. 

### Action contre les transactions illégales
La Loi régit la Banque dans le § 3, où les transactions bancaires sont autorisés. Lors du constat de la non possession de licence bancaire par une entreprise, en vertu du § 32 de la Loi sur les banques, la BaFin peut avoir le droit d'obtenir une cessation immédiate des opérations commerciales et de gestion.

## Royaume-Uni
L'octroi de licences bancaires au Royaume-Uni est l'objet de la FCA (Financial Conduct Authority). 

## Luxembourg
L'octroi de licences bancaires au Luxembourg est régi par la loi du cinq avril 1993, relative au « Admission aux activités commerciales des établissements de crédit et de l'exercice de » ancré à la loi sur les banques.
dite «Loi du 5 avril 1993 relative au secteur financier telle qu’elle a été modifiée»
En partie dans la partie 1, chapitre 1 : « L'agrément des banques ou établissements de crédit de droit luxembourgeois. »
.

## Sources
- (de) Kreditwesengesetz Loi sur les banques
- (de) Webseite der BaFin Site Web de la BaFin

Liste des banques agréées:
- http://www.acp.banque-france.fr/fileadmin/user_upload/acp/publications/registre-officiel/20120101-ACP-liste-des-etablissements-de-credit.pdf